# Guido Secreto
Guido Secreto (né le 28 avril 1895 à Cigliano, dans la province de Verceil, au Piémont et mort le 20 septembre 1985 à Turin) était un homme politique italien, qui fut maire de Turin pendant quelques mois en 1973.

## Biographie
Guido Secreto étudie le droit à l'université de Turin et adhère au Parti socialiste. Il a combattu pendant la Première Guerre mondiale, et, à l'issue de la guerre, entame une carrière d'avocat.
Le 12 avril 1973, il est élu maire de Turin, soutenu par une coalition des Socialistes et des Communistes, à la suite d'une crise profonde au sein de la municipalité précédente de centre gauche. À partir du mois d'août sa démission est réclamée, mais il ne démissionne que le 5 décembre 1973, et conserve le poste de premier adjoint jusqu'aux élections du 15 juin 1975.
Guido Secreto meurt à Turin le 20 septembre 1985 à l'âge de 90 ans.
Sa ville natale de Cigliano a donné son nom à sa bibliothèque publique.

## Source de traduction
- (it) Cet article est partiellement ou en totalité issu de l’article de Wikipédia en italien intitulé « Guido Secreto » (voir la liste des auteurs).